# Frontera de Granada

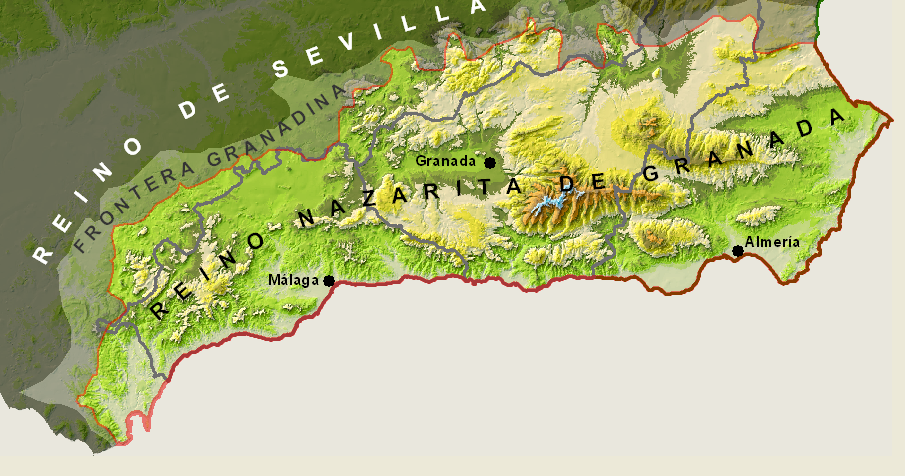
Límites del reino nazarita de Granada.

Reino nazarí en 1482, antes del comienzo de la guerra de Granada.

La frontera de Granada es un territorio histórico fronterizo situado entre el Reino de Granada y las últimas tierras integradas en la Corona de Castilla, que fueron los reinos cristianos de Murcia, Jaén, Córdoba y Sevilla. La primera frontera sufrió diversas modificaciones, pero a la muerte de Alfonso XI en 1350, la frontera de Granada se estabilizó geográficamente en líneas generales hasta el inicio de la guerra de Granada a finales del siglo XV.
El conjunto de enclaves cercanos a la frontera que dependieron de la jurisdicción del Concejo de Sevilla recibieron el nombre de Banda Morisca.

## Toponimia

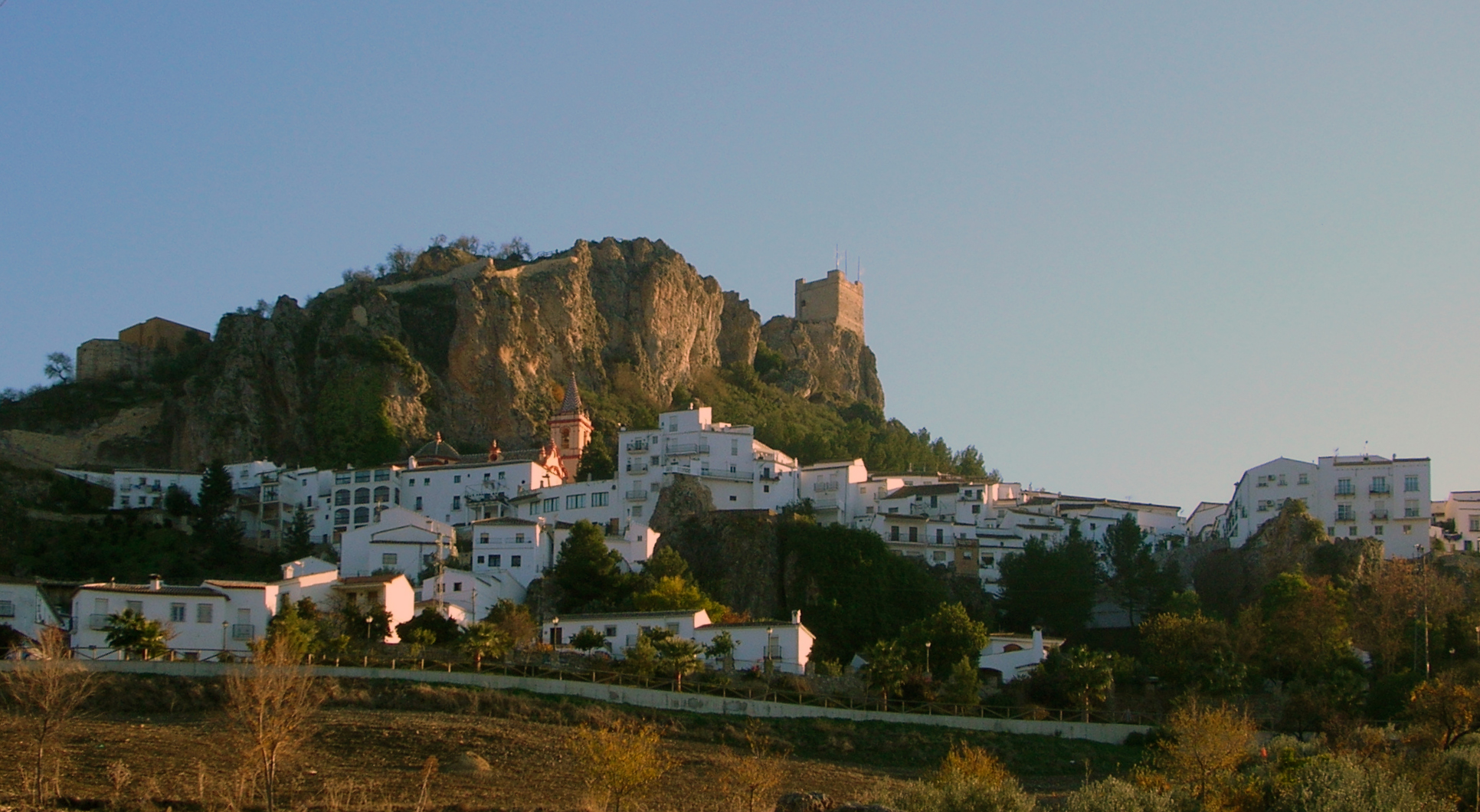
Zahara de la Sierra, enclave de la Sierra de Cádiz conquistado por Castilla en 1407.

Existen numerosos topónimos que hacen alusión a la frontera de Granada con Andalucía y que se corresponden con localidades que estaban enclavadas en el lado castellano de dicha frontera. Así, en la provincia de Cádiz existen los municipios de Arcos de la Frontera, Castellar de la Frontera, Chiclana de la Frontera, Conil de la Frontera, Jerez de la Frontera, Jimena de la Frontera y Vejer de la Frontera; en la provincia de Málaga, Cortes de la Frontera; en la provincia de Córdoba, Aguilar de la Frontera y en la provincia de Sevilla, Morón de la Frontera.
Existen otros municipios en la provincia de Huelva que incluyen en sus nombres la locución "de la Frontera". Sin embargo, no se refieren a la frontera granadina, sino a la frontera con Portugal. Este es el caso de Oliva de la Frontera (provincia de Badajoz), Rosal de la Frontera y de Palos de la Frontera.

## Delimitación
| Municipios con el apellido "de la Frontera" y el año de su conquista | Municipios con el apellido "de la Frontera" y el año de su conquista |
| -------------------------------------------------------------------- | -------------------------------------------------------------------- |
| Morón                                                                | 1240                                                                 |
| Aguilar                                                              | 1240                                                                 |
| Arcos                                                                | 1264                                                                 |
| Jerez                                                                | 1264                                                                 |
| Conil                                                                | 1265                                                                 |
| Vejer                                                                | 1285                                                                 |
| Chiclana                                                             | 1303                                                                 |
| Castellar                                                            | 1434                                                                 |
| Jimena                                                               | 1456                                                                 |
| Cortes                                                               | 1485                                                                 |

La primera frontera de Granada se delimitó mediante el Pacto de Jaén en 1246 entre el rey Alhamar de Granada y el rey Fernando III el Santo de Castilla, tras las extensas conquistas de este último en todo el valle del Guadalquivir. La frontera se modificó durante los reinados de Sancho IV, Fernando IV y Alfonso XI. Sin embargo, a la muerte de este último en 1350, la frontera de Granada encontró ciertos cauces de estabilización y fijación geográfica, que perduraron en líneas generales hasta el inicio de la guerra de Granada a fines del siglo XV.
La frontera geográfica arrancaba en las proximidades del estrecho de Gibraltar, entre las desembocaduras del río Palmones y el río Guadarranque. Ascendía por la sierra de Montecoche hasta llegar al río Guadalete. A esta altura, abandonaba la orientación norte y tomaba una dirección este, paralela a las estribaciones septentrionales de la Serranía de Ronda. Desde los ríos Guadalteba y Yeguas, la frontera tomaba dirección noreste salvo raras excepciones, pasando por las sierras al sur de Benamejí, Rute, Priego de Córdoba y Alcalá la Real. Continuaba por el valle del río Guadalbullón hasta las alturas de Sierra Mágina. Más al norte, pasaba por el sur de las estribaciones de las sierras de Cazorla y Segura, penetrando en el territorio de Murcia, donde en los territorios de Lorca y Caravaca se extendía un espeso bosque que hacía de frontera. Toda la tierra de Alicante y Orihuela, inclusive la zona meridional del Reino de Valencia, desde Alcoy y Cocentaina hasta el mar, era también tierra de frontera.

## Implicaciones
Durante su existencia, la frontera tuvo una gran importancia territorial, política, económica, religiosa y cultural. Más allá de ser una frontera como otras tantas, fue durante más de dos siglos el límite europeo entre el cristianismo y el Islam. Fue, por lo tanto, un lugar de fuerte intercambio que posibilitó actividades económicas lícitas e ilícitas, como el comercio con productos orientales o como las incursiones militares, destinadas a la mera consecución de un botín y al cautiverio de rehenes con los que mantener el negocio esclavista, o simplemente negociar la redención de cautivos. En este aspecto tomaban partido órdenes religiosas.
Las características de este espacio hicieron que los reyes otorgaran a las localidades fronterizas gran cantidad de fueros y privilegios con el fin de hacer más atractiva la vida en aquellos lugares, pues incluso en tiempos de paz y tregua el riesgo a ser apresado o morir en el curso de las frecuentes correrías granadinas era permanente. La sociedad de las poblaciones fronterizas se caracteriza por un aislamiento respecto del resto de territorios, derivado de la posición que ocupaban frente al enemigo y por ello la característica fundamental fue la actividad militar, lo que explica la preocupación de los concejos por contar con aquellos que tenían capacidad económica suficiente para mantener caballo y armas, además de los peones quienes formaban la gran mayoría de la hueste y, también, los buscavidas que llegaban atraídos por la idea de conseguir botín al otro lado de la frontera, e incluso aquellos condenados por delitos de sangre que podían redimir el castigo sirviendo en fortalezas. El poblamiento se fijó mediante una serie de núcleos fortificados, próximos entre sí, con una extensión reducida, escasa densidad de población y con funciones exclusivamente bélicas, sobre todo defensivas.
La actividad económica predominante era la ganadería, a consecuencia de la falta de población y, por tanto, de la escasez de brazos para la agricultura, además de inseguridad total del terreno. Por tanto la riqueza económica fundamental de las poblaciones fronterizas era la actividad ganadera, pues el ganado, sobre todo el ovino y el caprino, se podían transportar y guardar en caso de ataque moro tras los muros de fortalezas y ciudades.
Entre las principales implicaciones destacan la creación del cargo militar de Adelantado Mayor de la Frontera, que mantuvo vivo en ambos territorios el espíritu de la cruzada cristiana y de la yihad islámica y el ideal caballeresco, ya anacrónico en otros territorios europeos, con un cierto irredentismo surgido en el siglo XV que tenía como objetivo la finalización de la Reconquista y la recuperación del territorio que constituía el Reino visigodo de Toledo.

## Romances fronterizos
En el campo artístico y cultural, los romances fronterizos, denominación de Ramón Menéndez Pidal, quizá sean uno de los aspectos más brillantes fruto de este contacto entre civilizaciones. Estos romances poetizan unos hechos históricos, como las tomas de ciudades significativas del reino (Antequera, Álora, Alhama, etc.), que constituirán el preludio de la Toma de Granada. Al mismo tiempo los romances fronterizos dan cuenta de otros hechos de armas que se producían en la frontera, como son las correrías y los duelos de caballeros. Su origen parece estar en los cantares de gesta medievales, popularizados hacia el siglo XIV a través de los juglares, quienes facilitaron su divulgación por las ciudades y pueblos de España. Así, la frontera fue un elemento clave en la formación de la visión del Islam de toda España.

En Granada está el rey moro - que no osa salir della.

De las torres del Alhambra - mirando estaba la vega.

Miraba los sus moricos - cómo corrían la tierra.

El semblante tiene triste, - pensando está en Antequera.

De los sus ojos llorando - destas palabras dijera:

- ¡Antequera, villa mía, - oh, quien nunca te perdiera!
Romance sobre la pérdida de Antequera

## La Frontera tras la Reconquista
La organización del Reino de Granada después de su conquista conservó su especificidad incluso en el aspecto fiscal, pues se mantuvo la aduana del diezmo y medio diezmo en la antigua frontera con Andalucía y con Murcia, al menos para la saca de la seda granadina.